# 楊翠喜
楊翠喜，清末民初伶人、歌妓，捲入过清末民初一宗政治事件中。幼时因家境貧寒從師習藝，在天津協盛園、大觀園等戲院登台，聲名大噪。她曾與李叔同相戀，李叔同為她講解戲曲歷史背景、指導她唱腔、身段。楊翠喜还曾被段芝貴獻給载振为小妾，引發後來的楊翠喜案。
後來載振把楊翠喜送回天津交給鹽商王益孫，她成為王益孫之妾。清亡後，袁世凱就任中華民國大總統，楊翠喜離開王家，投奔段芝貴，並重返梨園，大受歡迎。後來袁世凱復辟帝制，楊翠喜舉行義演，為袁世凱歌功頌德。袁世凱下台後，楊翠喜再次回到王家，为王益孙生下孩子，安度余生。

## 生平

### 早年生活
关于杨翠喜的籍贯，历史上有各种不同的说法，如北京通县人、天津西青区人、江苏人、杨柳青人。杨翠喜大概生于光绪十五年（1889年），原本的姓名也不详。
据说，杨翠喜原名春囡，父亲姓金，是江苏人。因为家境贫寒，7岁被卖给了一个孙姓的大户人家，她在孙家和教书先生学了一手非常好的蝇头小楷。12岁时，孙家败落，孙母带着她到天津投奔亲戚，几年后孙母病故，她被卖到津门伶人杨慕林家中学戏。由于聪慧，她不到一年的时间就已经能够登台，杨慕林为她取名杨翠喜。也有说法是，杨翠喜本姓陈，小名二妞儿，原籍直隶北通州，幼年家贫被卖给杨姓乐户从师习艺，取名杨翠喜。
一般的说法是，杨翠喜是直隶通州人，家中贫穷，12岁时随父母到天津，当时正闹义和团，杨父不得已将翠喜卖给陈某。八国联军攻破天津后，陈某携她住在天津城内的白家胡同，与杨茂尊为邻居。陈某把她卖给杨茂尊，杨茂尊之妻即翠喜的养母杨李氏。当时天津的声伎称一时之盛，陈国璧培养的女伶翠凤和翠红在天津上天仙演出，特别叫座，收入颇丰。杨茂尊也让杨翠喜跟着翠凤等人学戏，专演花旦。

### 演艺生涯
杨翠喜14岁时，在侯家后协盛茶园初次登台，之后在天津协盛茶园、大观园等戏园唱花旦戏。16岁时，杨茂尊带她到哈尔滨演出。18岁时回到天津，得到大观园戏院的聘请，声名鹊起，一时为女伶之冠。杨翠喜又受聘天仙园唱戏，一月可获包银八百元。杨翠喜是一位知名的歌妓，她也是天仙茶园最红的河北梆子女演员，她敢于做戏，表情细腻真切，所以备受青睐。杨翠喜也表演京剧，她是中国最早的京剧女演员之一。杨翠喜曾教过一位学生，她的学生是中国京剧女演员杨菊秋，杨菊秋原习河北梆子，当时拜过杨翠喜为师。

### 结婚生子
名士李叔同曾与杨翠喜互相喜欢，李叔同耐心为她指点艺事，又为她写了一些词曲。李叔同每晚都到杨翠喜唱戏的“天仙园”为她捧场，散戏后提着灯笼陪着她回家。李叔同给杨翠喜解说戏曲历史背景，指导她唱戏的身段和唱腔。杨翠喜认为李叔同是她亦师亦友的至交。1906年，庆亲王奕劻的儿子载振来到天津，宴会上杨翠喜唱戏，载振对她大为倾倒。官员段芝贵以1.2万金给杨翠喜赎身，让她来给载振为妾。载振回京后，段芝贵立即将杨翠喜送进京城献给载振。离开载振后，杨翠喜嫁给了富商王益孙为妾。有说法是，杨翠喜给王益孙生了两个儿子，但不到30岁就去世了。也有说法是，杨翠喜活到近八十岁，六十年代初在天津去世。